# Ratibor I.

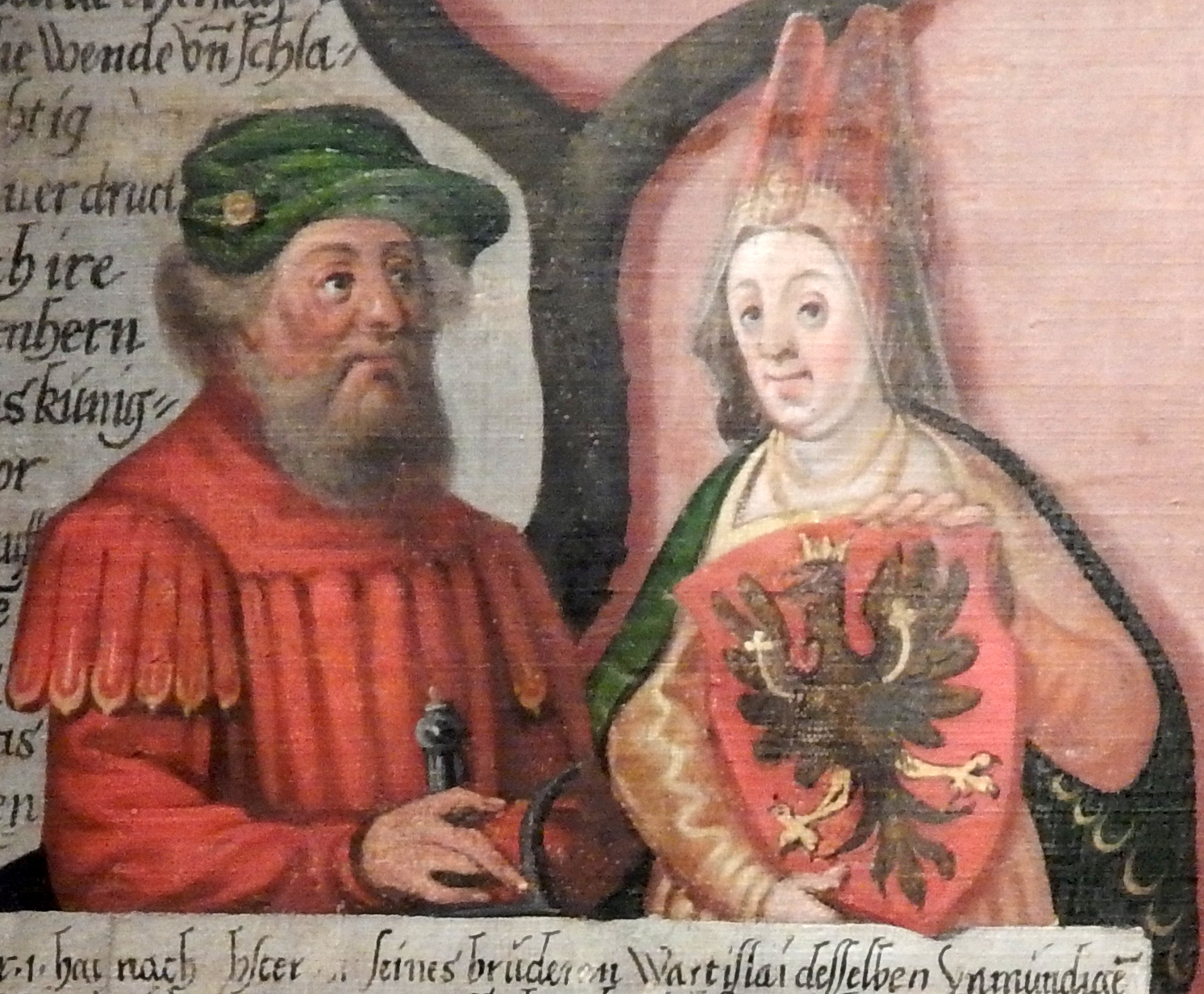
Ratibor I. mit seiner Gemahlin Pribislawa aus: Stammbaum der Greifen von Cornelius Krommeny, 1598.

Ratibor I. (* unbekannt; † 7. Mai 1156) war ein Herzog von Pommern aus dem Hause der Greifen. Er regierte in der Zeit der Christianisierung  Pommerns und ist der Stammvater einer Nebenlinie des Greifenhauses, der Ratiboriden.

## Leben und Leistungen
Ratibor I. und sein Bruder Wartislaw I. († 1134/1148) sind die beiden ersten sicher belegten Herzöge von Pommern aus dem Haus der Greifen. Wer ihr Vater war und in welchem Jahr Ratibor geboren wurde, ist unbekannt.
Zu Lebzeiten seines Bruders Wartislaw stand dieser im Vordergrund. Unter Wartislaw wurde die Christianisierung Pommerns eingeleitet. Wartislaw selbst trat vor 1124 zum Christentum über, der Zeitpunkt der Taufe Ratibors ist nicht bekannt. Überliefert ist hingegen, dass Ratibor im Jahre 1135 einen erfolgreichen Kriegszug nach Norwegen unternahm und dort die Stadt Konungahella (heute Kungälv, Schweden) plünderte.
Nach dem Tode seines Bruders, der zwischen 1134 und 1148 wohl von einem Heiden erschlagen wurde, übernahm Ratibor I. für dessen Söhne Bogislaw I. und Kasimir I. die Regierung in Pommern.
1147 führte der Wendenkreuzzug Heinrichs des Löwen und der sächsischen Fürsten nach Pommern. Vor Stettin traten Bischof Adalbert von Pommern und Herzog Ratibor den Anführern des sächsischen Heeres entgegen und verwiesen darauf, dass Stettin und Pommern bereits das Christentum angenommen hatten. 1148 bekannte sich Ratibor vor sächsischen Fürsten in Havelberg erneut zum christlichen Glauben und gelobte, für Ausbreitung und Verteidigung des Christentums tätig zu sein. Im Jahre 1153 gründete Ratibor das Kloster Stolpe in Stolpe an der Peene, an der Stelle, wo sein Bruder Wartislaw I. erschlagen und zu seinem Gedächtnis eine Kirche erbaut worden war.
Ratibor starb am 7. Mai 1156. Er wurde im Kloster Grobe auf der Insel Usedom (1309 verlegt nach Pudagla) beigesetzt.
Ratibors Neffen Bogislaw I. und Kasimir I. übernahmen nun selber die Regierung als Herzöge von Pommern. Ratibors eigene Nachkommen hingegen, die als Linie der Ratiboriden bezeichnet werden, regierten als Fürsten in einem kleineren Gebiet in Hinterpommern, das als Land Schlawe oder als Herrschaft Schlawe-Stolp bezeichnet wird.

## Ehe und Nachkommen
Ratibor I. war verheiratet mit Pribislawa (* unbekannt; † nach 1156), die möglicherweise eine Tochter von Herzog Bolesław III. Schiefmund von Polen war. Aus der Ehe gingen hervor:
- Swantopolk
- Wartislaw
- Bogislaw von Schlawe
- Margaretha von Schlawe ⚭ Bernhard I., Graf von Ratzeburg († 1195)